# مصرف الادخار والتنمية الاجتماعية
مصرف الإدخار والتنمية الاجتماعية تاريخ تأسيسه في عام 1995م و موقعه الخرطوم - السوق العربي .

## تاريخ تأسيسه
مصرف الإدخار والتنمية الاجتماعية تاريخ تأسيسه في عام 1995م و موقعه الخرطوم - السوق العربي - ميدان الأمم المتحدة, و عدد العاملين فيه 904 عاملاً,وخريجين حاسوب هم المطلوبون للعمل في بنك أو مصرف الادخار والتنمية الاجتماعية.

## نبذة تعريفية عن المصرف من حيث النشأة وطبيعة العمل
يعتبر مصرف الادخار والتنمية الاجتماعية آلية من آليات الدولة التي تعمل على زيادة النموء الاقتصادي والاجتماعي وتوسيع فرص الكسب وتحسين مستوى المعيشة وتخفيف حدة الفقر، ويمول المصرف في إطار مسؤوليته المجتمعية مشروعات القرض الحسن بالإضافة إلى أنه يقدم التمويل لجميع الانشطة التجارية والاستثمارية إضافة إلى تمويل مشروعات البنى التحتية والمشروعات ذات البعد الاجتماعي في كافة المجالات الخدمية . يساهم مصرف الادخار والتنمية الاجتماعية بأكثر من27% من إجمالى التمويل الاصغر في السودان. حيث يقدم التمويل سنوياً لاكثر من 67 الف مشروعاً ويستخدم في ذلك ضمانات ميسرة تصل إلى 14 نوعاً من الضمانات .

## أبرز القطاعات الإقتصادية التي يقوم المصرف
يوفر مصرف الادخار التمويل المصرفي لكافة القطاعات الاقتصادية والتجارية، كما يقوم بتمويل صغار المنتجين في المجال الزراعي حيث موّل المصرف أكثر من 45 الف مزارع في مشروع واحد وهو مشروع ربط صغار المزارعين بالاسواق في كردفان ودارفور، بالإضافة إلى مئات المشروعات الأخرى التي اخرجت المستفيدين منها من دائرة الفقر.

## فروع مصرف الإدخار والتنمية الاجتماعية
السوق العربي جنوب شارع السيد عبد الرحمن
المنطقة الصناعية   أم درمان جنوب إستاد الهلال
أم درمان شارع الموردة – جوار سينما الوطنية
بحري شارع المزاد
ود مدني السوق – عمارة مصرف الإدخار – شمال فرع بنك السودان المركزي
السوق الجديد مدني -المنطقة الصناعية – عمارة يوسف حاج البشير
الجامعة النشيشيبة – داخل جامعة الجزيرة
الأمم المتحدة الخرطوم – برج الإدخار جنوب واحة الخرطوم
الخرطوم جنوب شارع الحرية – شمال سوق أبو حمامة
السوق المحلى الخرطوم – السوق المحلي – غرب الميناء البري
عطبرة السوق العمومي – غرب فرع بنك السودان المركزي
شندي السوق – عمارة الضرائب
بربر السوق– جوار محلية بربر
القضارف السوق – جوار المسجد الكبير
رفاعة السوق – عمارة خالد الإمام
الحصاحيصا السوق – عمارة الأمين عبد اللطيف
سنار السوق
سنجة السوق – جوار سينما سنجة
السوكي وسط السوق – جوار النيابة
الفاو السوق– مجمع البنوك
كوستي السوق – أمام ميدان الحرية – عمارة آدم الصاحب
ربك السوق – شارع الخمسين – شرق السوق
الأبيض السوق – جوار بنك أم درملن الوطني
الدلنج شمال شرق مستشفى الدلنج
كسلا حي الميرغنية – شمال السوق
بورتسودان عمارة مصرف الإدخار – غرب نقابة التاكسى – جوار عمارة عبد ربه
وسط السوق – جوار مستشفى دنقلا
الدمازين السوق – جوار موقف الروصيرص
نيالا السوق الكبير – غرب المسجد العتيق
الفاشر السوق- برج الفاشر – غرب فرع بنك السودان المركزي
الجنينة غرب دارفور
الفرع النموذجى الخرطوم
كادقلى جنوب كردفان
الصباغ القضارف
الكومة شمال دارفور 

## التواكيل ومكاتب الصرف
مكتب صرف معاشات القوات المسلحة الخرطوم – الرياض – شارع الستين – داخل مكتب معاشات القوات المسلحة
توكيل الرازي يتبع لفرع النشيشيبة جامعة الجزيرة
توكيل جامعة الفاشر فرع الفاشر
توكيل الكاملين فرع الحصاحيصا
توكيل الخوى فرع الأبيض
سوق المحصولات سوق محصولات القضارف
توكيل جامعة النيلين يتبع افرع الامم المتحدة

## ماكينات الصرف الألي

### فروع ومواقع ماكينات الصرف الألي
1- فرع السوق العربي – جنوب شارع السيد عبد الرحمن 2 -جامعة الخرطوم – داخلية مجمع الزهراء 3- فرع الأمم المتحدة – برج مصرف الإدخار – جنوب واحة الخرطوم 4 - فرع الخرطوم جنوب – شارع الحرية – شمال سوق أبو حمامة 5- الخرطوم – السجانة – داخلية سعاد طمبل 6 - فرع المنطقة الصناعية أم درمان – جنوب إستاد الهلال 7- أم درمان – الفتيحاب – جامعة أم درمان الإسلامية 8 -أم درمان – داخلية علي عبد الفتاح 9 - فرع بحري – شارع المزاد 10- بحري – الشعبية – داخلية عاطف التجاني 11- الخرطوم – بحري الجيلي 12- فرع ود مدني 13- فرع بورتسودان 14- فرع عطبرة 15 - فرع القضارف 16 - القضارف – مبنى وزارة المالية 17- فرع نيالا 18- الأمم المتحدة-البرج الشمالية 19- الأمم المتحدة-صالة فرع الأمم المتحدة 20 - وزارة الرعاية الاجتماعية الخرطوم 21 - مجمع الزهراء للطالبات – الخرطوم 22 - فرع الفاشر 23 - فرع الدمازين 24- فرع كوستي 25- فرع سنجة 26- فرع سنار 27 - فرع السوكي 28 - فرع السوق الجديد 29 - فرع بربر 30 - فرع الابيض 31 - فرع الدلنج 32 - فرع المناقل 33 - فرع الفاو 34 - فرع امدرمان 35 - فرع السوق المحلي 36 - فرع شندي 37 - الكلية التقنية بربر 38 - فرع ربك 39- فرع كسلا 40 - فرع الجنينة 41 - فرع دنقلا 42 - فرع النشيشيبة 43 - الأمم المتحدة-جامعة النيلين 44 - الخرطوم جنوب –وزارة الثروة الحيوانية 45 - الفاشر-جامعة الفاشر 46 - عطبرة-الدامر 47 - ربك-وزارة المالية 48- السوق الجديد 49 - كسلا-جامعة كسلا 50 - فرع الحصاحيصا 51 - الحصاحيصا –توكيل طابت 52 - فرع رفاعة 53 - رفاعة تمبول.